# Pulvinaria oyamae
Pulvinaria oyamae är en insektsart som beskrevs av Kuwana 1902. Pulvinaria oyamae ingår i släktet Pulvinaria och familjen skålsköldlöss. Inga underarter finns listade i Catalogue of Life.